# Patrik Hidi
Patrik Hidi (Győr, 27 de noviembre de 1990) es un jugador de fútbol húngaro que juega de centrocampista en el Budapesti V. S. C. de la Nemzeti Bajnokság II.

## Trayectoria deportiva
Formado en las categorías inferiores del Budapest Honvéd FC hace su debut con el primer equipo a los 18 años logrando marcar un gol en ese partido frente al Paksi SE que a la postre sirvió para empatar el partido (1 a 1). En la temporada del debut logra conquistar la Copa de Hungría de 2009. Dada su juventud, alterna partidos con el primer equipo y con el filial para ser definitivamente ascendido al primer equipo en la temporada 2012-13 bajo la dirección del técnico Marco Rossi. En la temporada siguiente es nombrado capitán del equipo. El 27 de mayo de 2017 logró alzarse con el título de la liga húngara al derrotar por 1 a 0 al Videoton. El 1 de agosto de 2017 se hizo oficial su fichaje por el Real Oviedo de la Segunda División española Tras rescindir el contrato con el equipo carbayón a mediados de agosto de 2018, el 20 de septiembre de ese mismo año se hizo oficial su vuelta al Budapest Honvéd F. C. Tras poco más de tres meses desde su vuelta, club y jugador llegaron a un acuerdo para rescindir el contrato. El 24 de enero de 2019 el FC Irtysh Pavlodar hizo oficial su incorporación. El 15 de enero de 2020 inició su tercera etapa en el Budapest Honvéd F. C.
Ha sido internacional sub-19 y sub-21 por Hungría.

## Estadísticas por club
Actualizado a 13 de marzo de 2021.
| Club               | Temporada | Liga        | Liga  | Copa        | Copa  | Copa de la Liga | Copa de la Liga | Europa      | Europa | Total       | Total |
| Club               | Temporada | Apariciones | Goles | Apariciones | Goles | Apariciones     | Goles           | Apariciones | Goles  | Apariciones | Goles |
| ------------------ | --------- | ----------- | ----- | ----------- | ----- | --------------- | --------------- | ----------- | ------ | ----------- | ----- |
| Honvéd             |           |             |       |             |       |                 |                 |             |        |             |       |
| 2008–09            | 9         | 1           | 1     | 0           | 8     | 1               | 0               | 0           | 18     | 2           |       |
| 2009–10            | 8         | 0           | 3     | 0           | 4     | 0               | 0               | 0           | 15     | 0           |       |
| 2010–11            | 13        | 0           | 4     | 0           | 4     | 0               | 0               | 0           | 21     | 0           |       |
| 2011–12            | 25        | 1           | 1     | 0           | 2     | 0               | 0               | 0           | 28     | 1           |       |
| 2012–13            | 25        | 1           | 4     | 0           | 8     | 1               | 4               | 0           | 41     | 2           |       |
| 2013–14            | 28        | 3           | 1     | 0           | 3     | 0               | 4               | 0           | 36     | 3           |       |
| 2014–15            | 17        | 2           | 4     | 1           | 2     | 0               | 0               | 0           | 23     | 3           |       |
| 2015–16            | 29        | 1           | 3     | 1           | 0     | 0               | 0               | 0           | 32     | 2           |       |
| 2016–17            | 28        | 2           | 4     | 2           | 0     | 0               | 0               | 0           | 32     | 4           |       |
| 2018–19            | 10        | 0           | 1     | 0           | 0     | 0               | 0               | 0           | 11     | 0           |       |
| 2019–20            | 15        | 1           | 5     | 0           | 0     | 0               | 0               | 0           | 20     | 1           |       |
| 2020–21            | 24        | 4           | 1     | 0           | 0     | 0               | 2               | 0           | 27     | 4           |       |
| Total              | 231       | 16          | 32    | 4           | 31    | 2               | 10              | 0           | 304    | 22          |       |
| Real Oviedo        | 2017-18   | 14          | 0     | 0           | 0     | -               | -               | -           | -      | 14          | 0     |
| Real Oviedo        | Total     | 14          | 0     | 0           | 0     | 0               | 0               | 0           | 0      | 14          | 0     |
| FC Irtysh Pavlodar | 2019      | 33          | 1     | 2           | 0     | 0               | 0               | 0           | 0      | 35          | 1     |
| FC Irtysh Pavlodar | Total     | 33          | 1     | 2           | 0     | 0               | 0               | 0           | 0      | 35          | 1     |
| Total de carrera   |           | 278         | 17    | 34          | 4     | 31              | 2               | 10          | 0      | 353         | 23    |

## Palmarés

### Títulos nacionales
| Título              | Club                  | País    | Año  |
| ------------------- | --------------------- | ------- | ---- |
| Copa de Hungría     | Budapest Honvéd F. C. | Hungría | 2009 |
| Nemzeti Bajnokság I | Budapest Honvéd F. C. | Hungría | 2017 |
| Copa de Hungría     | Budapest Honvéd F. C. | Hungría | 2020 |